# Huw Davies
Pas d'image ? Cliquez ici

a Compétitions nationales et continentales officielles uniquement.

b Matchs officiels uniquement.
Dernière mise à jour le 9 mai 2025.
 Geoffrey Huw Davies, est né le 18 février 1959 à Eastbourne. C’est un ancien joueur de rugby à XV, qui a joué avec l'équipe d'Angleterre, évoluant au poste de demi d'ouverture. 

## Carrière
Il a disputé son premier test match le 21 février 1981, à l'occasion d'un match contre l'équipe d'Écosse, et le dernier contre l'équipe de France, le 15 mars 1986.

## Palmarès
- 21 sélections (+ 5 non officielle) avec l'équipe d'Angleterre
- Sélections par année : 5 en 1981, 3 en 1982, 3 en 1983, 3 en 1984, 3 en 1985, 4 en 1986
- Tournois des Cinq Nations disputés : 1981, 1982, 1983, 1984, 1986